# Can Saiol (Montornès del Vallès)
Can Saiol és una masia de Montornès del Vallès (Vallès Oriental) protegida com a Bé Cultural d'Interès Local.

## Descripció
Es tracta d'un conjunt d'edificis, formant un nucli entre la carretera, les terres de Can Xec i la riera de Vallromanes. La masia principal és l'edificació més antiga, datada del segle xviii, de planta rectangular amb coberta a dues aigües. A la façana principal es troba la porta principal i s'hi disposen tres finestres petites. La masia també disposa d'una era, un pou i una torre d'aigua de planta circular feta de pedra i d'un acabat fet al 1957.

## Història
La casa principal de la finca conserva a la façana l'any inscrit, sota teulada, 1764. També es conservava una premsa on també estava inscrit l'any 1808. En el llibre de cadastre del 1861, com a propietari de la finca hi apareix un “Ramon Sayol”, qui també tenia una finca en el centre del poble. Des d'aleshores que conserva aquest topònim.
Antigament, en els camps circumdants es conreava vinya i avellanes. En aquests últims anys fins al 2007, va esdevindre una important explotació ramadera.